# Mimhoplomelas diadelioides
Mimhoplomelas diadelioides är en skalbaggsart som beskrevs av Stefan von Breuning 1971. Mimhoplomelas diadelioides ingår i släktet Mimhoplomelas och familjen långhorningar.
Artens utbredningsområde är Madagaskar. Inga underarter finns listade i Catalogue of Life.